# Comunità montana Valle Susa e Val Sangone
La Comunità montana Valle Susa e Val Sangone è stata un comprensorio montano del Piemonte.

## Geografia fisica
La comunità montana univa 43 comuni della Valle di Susa e della Val Sangone, per un totale di 116.306 abitanti. Il dislivello del territorio varia da 321 a 3538 m s.l.m..
La sua estensione territoriale è stata il risultato dell'aggregazione delle tre precedenti Comunità montane di Bassa valle di Susa, Alta valle di Susa e della Val Sangone, in virtù della ridefinizione delle zone omogenee della Regione Piemonte.

## Storia
La Comunità montana Valle Susa e Val Sangone succedette alle tre precedenti Comunità montane, rappresentandone la continuità.
Scopo principale dell'ente è stato quello di favorire lo sviluppo della Valle di Susa e della Val Sangone nella salvaguardia del patrimonio ambientale e culturale proprio.
La sede della Comunità montana si trovava presso Villa Ferro a Bussoleno.
L'Ente è stato costituito il 28 agosto 2009 con il decreto del Presidente della Giunta Regionale n. 83. L'elezione dell'organo direttivo è avvenuta il 7 novembre 2009 a Bussoleno.
La Comunità Montana Valle Susa e Val Sangone è diventata pienamente operativa dal 1º gennaio 2010.
L'ente è stato soppresso, insieme alle altre comunità montane del Piemonte, con la Legge regionale 28 settembre 2012, n. 11.

## Comuni della Comunità Montana
La Comunità Montana comprendeva 43 comuni:
|        | Comune                  | Abitanti (2011) | Superficie ( km²) | Stemma |
| ------ | ----------------------- | --------------- | ----------------- | ------ |
| 1      | Almese                  | 6 386           | 17,91             |        |
| 2      | Avigliana               | 12 460          | 23,26             |        |
| 3      | Bardonecchia            | 3 313           | 132,31            |        |
| 4      | Borgone Susa            | 2 342           | 5,01              |        |
| 5      | Bruzolo                 | 1 567           | 12,35             |        |
| 6      | Bussoleno               | 6 494           | 37,38             |        |
| 7      | Caprie                  | 2 125           | 16,35             |        |
| 8      | Caselette               | 2 881           | 14,20             |        |
| 9      | Cesana Torinese         | 1 026           | 121,30            |        |
| 10     | Chianocco               | 1 698           | 18,63             |        |
| 11     | Chiomonte               | 931             | 26.66             |        |
| 12     | Chiusa di San Michele   | 1 701           | 6,03              |        |
| 13     | Claviere                | 212             | 2,67              |        |
| 14     | Coazze                  | 3 339           | 56,50             |        |
| 15     | Condove                 | 4 724           | 71,33             |        |
| 16     | Exilles                 | 267             | 44,32             |        |
| 17     | Giaglione               | 653             | 33,59             |        |
| 18     | Giaveno                 | 16 747          | 71,97             |        |
| 19     | Gravere                 | 728             | 18,71             |        |
| 20     | Mattie                  | 711             | 27,72             |        |
| 21     | Meana di Susa           | 902             | 17,73             |        |
| 22     | Mompantero              | 658             | 30,10             |        |
| 23     | Moncenisio              | 37              | 3,98              |        |
| 24     | Novalesa                | 553             | 28,24             |        |
| 25     | Oulx                    | 3 209           | 99,99             |        |
| 26     | Reano                   | 1 688           | 6,58              |        |
| 27     | Rubiana                 | 2 399           | 26,77             |        |
| 28     | Salbertrand             | 584             | 40,88             |        |
| 29     | San Didero              | 567             | 3,28              |        |
| 30     | San Giorio              | 1 046           | 16,90             |        |
| 31     | Sangano                 | 3 777           | 6,75              |        |
| 32     | Sant'Ambrogio di Torino | 4 843           | 8,59              |        |
| 33     | Sant'Antonino di Susa   | 4 391           | 9,96              |        |
| 34     | Sauze di Cesana         | 252             | 78,52             |        |
| 35     | Sauze d'Oulx            | 1 178           | 17,10             |        |
| 36     | Sestriere               | 884             | 25,80             |        |
| 37     | Susa                    | 6 686           | 11,26             |        |
| 38     | Trana                   | 3 874           | 16,41             |        |
| 39     | Vaie                    | 1 462           | 7,08              |        |
| 40     | Valgioie                | 952             | 9,07              |        |
| 41     | Venaus                  | 962             | 19,80             |        |
| 42     | Villar Dora             | 3 018           | 5,64              |        |
| 43     | Villar Focchiardo       | 2 079           | 25,63             |        |
| Totale | —                       | 115648          | —                 | —      |